# Dicrotendipes sarinae
Dicrotendipes sarinae är en tvåvingeart som beskrevs av Epler 1988. Dicrotendipes sarinae ingår i släktet Dicrotendipes och familjen fjädermyggor. Inga underarter finns listade i Catalogue of Life.